# Eugen Klause
Eugen Klause (* 18. Juni 1903 in Zduńska Wola, Polen; † 12. Dezember 1999 in Bad Kreuznach) war ein deutscher Kirchenmusiker und Komponist.
Klause war von 1930 bis 1945 Kirchenmusiker und Rendant in Bartenstein.
1935 wurde er zum Geschäftsführer des ostpreußischen Kirchenchorverbandes und 1937 zum Landesobmann des Verbandes ev. Kirchenmusiker in Ostpreußen berufen. 1946 bis 1964 war er Kirchenmusiker in Wernigerode (Harz). Im Ruhestand lebte er in Bad Kreuznach.
Eugen Klause war mit der Sängerin Marga Klause verheiratet. Ihre Tochter ist die Geigerin Hilma Klause.

## Veröffentlichungen
- Dietrich Buxtehude: Alles, was ihr tut (Herausgeber)
- Sonne der Gerechtigkeit, Lieder zum Kirchenjahr in drei- bis vierstimmigen Sätzen (1954)
- Bartensteiner Chorbuch, Geistliche Gesänge von ein bis fünf Stimmen mit und ohne Instrumentalbegleitung (1938)
- Singt Lob und Dank,  Schloßböckelheimer Chorbuch, 1969